# Marker rondbouw

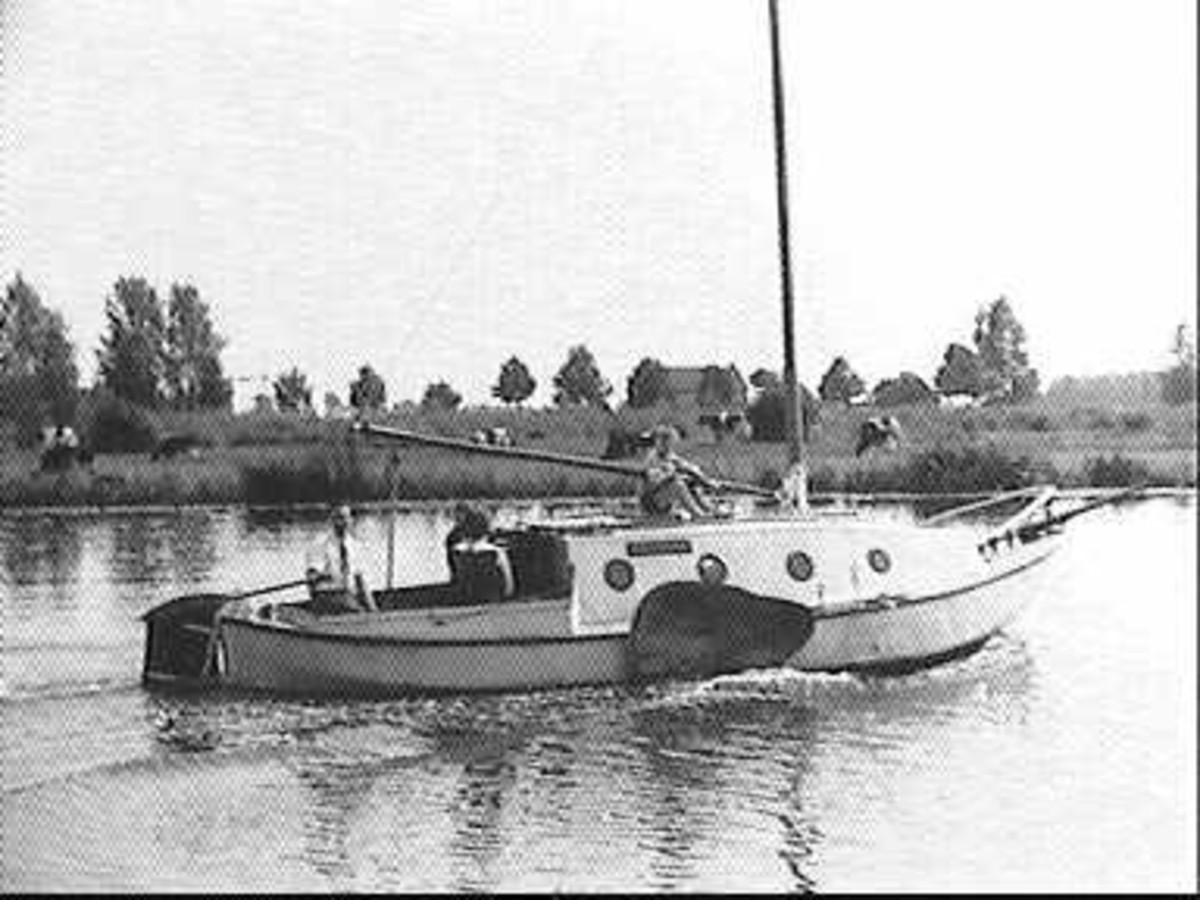

Een Marker rondbouw is een historisch klein zeilend vissersvaartuig dat werd ontworpen voor gebruik op het IJsselmeer. Er werd voornamelijk mee op paling en snoekbaars gevist door vissers uit Broek in Waterland, Enkhuizen, Harderwijk, Monnickendam, Spakenburg, Urk en Volendam. De schepen werden nog tot in de zestiger jaren beroepsmatig gebruikt en daarna alleen nog maar recreatief.

## Beschrijving
Lengte 10 m, breedte 3,40 m met een volle, hoge kop en rond gebouwd als een aak. Met een platte spiegel, voor voldoende werkruimte en een bun. Het wordt getuigd als een botter, met losse kluiverboom en een steekmast.

## Bouw
Het type vaartuig is getekend door Scheepswerf Wed. H. Groot te Edam naar de wensen van de Marker vissers zowel als de scheepsbouwer. De eerste schepen werden verder ontwikkeld en gebouwd door Van Goor in Monnickendam. Bestemd voor de visserij in Marken, in 1934. De werf bouwde als eerste de MK75 en daarna de MK5 en MK48. In totaal werden er 34 gebouwd door de werven Van der Werff te Bolsward, Wed. H. Groot te Edam, Heyman te Enkhuizen, Vooruit te Enkhuizen, Oost te Harderwijk, C. Amels te Makkum en Van Goor te Monnickendam. Ze werden (op de laatste na) allemaal nog geklonken. De laatste rondbouw werd in 1947 gebouwd en werd gelast.